# مغامرات الدب بادينغتون (مسلسل تلفزيوني)
مغامرات الدب بادينغتون (بالإنجليزية: The Adventures of Paddington Bear) هو مسلسل رسوم متحركة للأطفال مبني على قصص الذي تحمل نفس الاسم التي كتبها مايكل بوند.
تم إنتاج المسلسل بواسطة سينار وبروتيكريا بالتعاون مع فيلمفير، وتم بثه من 14 يونيو 1997 إلى 2 فبراير 2000. تم إنتاج 39 حلقة (117 جزءًا).

## حبكة
تدور أحداث المسلسل حول مغامرات دب من بيرو يأتي إلى إنجلترا بعد زلزال يدمر منزله. تجده عائلة براون في محطة بادينغتون.

## الممثلون
- جوناثان كيد في دور بادينغتون
- جون جلوفر وجون ر. هيرنانديز في دور السيد هنري براون
- ميريام ستوفر وموير ليزلي في دور السيدة ماري براون
- إيف كاربف في دور السيدة شيلا بيرد
- جاد وليامز في دور جودي
- ستيفن ويب في دور جوناثان
- نايجل لامبرت في دور السيد ريجينالد كاري
- سيريل شابس في دور السيد صموئيل جروبر
- ممثلة صوتية غير معروفة بدور العمة لوسي

## البث التلفزيوني ووسائل الإعلام المنزلية
تم عرض العرض لأول مرة عند إطلاق تيل تون في كندا. كما تم عرضه أيضًا على قناة آي تي في في المملكة المتحدة وعلى قناتي كنال جي وتي أف 1 في فرنسا.
تم بث العرض في الولايات المتحدة على كتلة كوكي جار تونز على قناة ذيس تي في من نوفمبر 2008 حتى أغسطس 2009. كما تم عرضه أيضًا على إتش بي أو في حلقات متكررة حتى عام 2004 في التسعينيات. في عام 2017، تم بثه على ستارز حتى أبريل 2020. تم بثه أيضًا على قناة لايت تي في (الآن ذا غريو.تي في). قامت قناة كوبو ببث إعادة للبرنامج من 7 أكتوبر 2018 حتى 25 فبراير 2021.
تم البث العرض في الوطن العربي على دبي وان في 2003، وعلى التلفزيون الجزائري وكنال ألجيري والجزائرية الثالثة في رمضان 2008، وعلى براعم في 2011، وعلى أجيال في 2012، وعلى قناة طيور الجنة في 2008.
قامت شركة تايم لايف هوم فيديو، الشركة الشقيقة لأتش بي أو، بإصدار المسلسل على كل من في أتش أس ودي في دي.
اعتبارًا من عام 2022، أصبح العرض متاحًا الآن عبر باراماونت+ وتوبي.

## روابط خارجية
- مغامرات الدب بادينغتون على موقع IMDb (الإنجليزية)
- مغامرات الدب بادينغتون على موقع كينوبويسك (الروسية)
- مغامرات الدب بادينغتون على موقع قاعدة بيانات الفيلم (الإنجليزية)